# Gytha Torkelsdotter
Gytha Thorkelsdotter (stara angielszczyzna: Gȳða Þorkelsdōttir), zwana również Githą, była córką Thorgila Spraklinga (zwanego Thorkel). Żona anglosaskiego szlachcica Godwina z Kentu.
Z małżeństwa Gythy i Godwina pochodziło dziewięcioro dzieci, z których pięciu synów zostało hrabiami, z czego trzech w 1066 roku:
- synowie:

1. Sweyn Godwinson (1020-1052) – hrabia Herefordshire. Podawał się za nieślubnego syna Knuta Wielkiego jednakże uważa się to twierdzenie za fałszywe.
2. Harold II (1022-1066) – król Anglii
3. Tostig Godwinson (1026-1066) – hrabia Nortumbrii
4. Leofwine Godwinson (1035-1066) – hrabia Kentu, Essex, Middlesex, Hertfordshire i Surrey
5. Gyrth Godwinson (1030-1066) – hrabia Anglii Wschodniej, Cambridgeshire i Oxfordshire
6. Wulfnoth Godwinson (1040-1094)

- córki

1. Edyta z Wesseksu (1026-1075) – królowa małżonka Edwarda Wyznawcy
2. Gunhilda z Wesseksu (1035-1087) – zakonnica
3. Ælfgifu z Wesseksu (1035-?)

Dwóch jej synów, Harold II i Tostig Godwinson, stanęło naprzeciw siebie w bitwie pod Stamford Bridge, w której śmierć poniósł Tostig. Niecały miesiąc później, trzech jej synów, Harold II, Gyrth oraz Leofwine zginęło w bitwie pod Hastings.
Niedługo po bitwie pod Hastings, Gytha zamieszkała w Exeter co zostało uznane za jeden z powodów wybuchu buntu w mieście przeciwko Wilhelmowi Zdobywcy w 1067 roku, który zakończył się oblężeniem przez niego miasta. Nieskutecznie wstawiała się przed nim w sprawie zwrócenia ciała jej zabitego syna Harolda II. Według Kroniki anglosaskiej, Gythia opuściła Królestwo Anglii po Inwazji Normanów w 1066 roku, razem z żonami, wdowami i rodzinami innych sławnych Anglosasów. Wszystkie posiadłości rodziny Godwinów zostały skonfiskowane przez Wilhelma. Niewiele wiadomo o jej dalszych losach po opuszczeniu Anglii. Prawdopodobnie przeniosła się do krewnych w Skandynawii.
Jej ocalały, najmłodszy syn Wulnoth przeżył prawie całe życie w niewoli w Normandii do czasu śmierci Wilhelma Zdobywcy w 1087 roku. Jedynie jej najstarsza córka królowa Edith (zmarła w 1075 roku) posiadała tytularną władzę jako wdowa po Edwardzie Wyznawcy.